# Liroceratia sulcata
Liroceratia sulcata is een slakkensoort uit de familie van de Iravadiidae. De wetenschappelijke naam van de soort is voor het eerst geldig gepubliceerd in 1893 door Boettger.